# Gustavo Cadarso
Gustavo Cadarso ist ein uruguayischer Sportschütze.
1982 und 1986 gehörte er dem Aufgebot Uruguays bei den Südamerikaspielen an. Bei den Spielen 1982 gewann er zusammen mit José Mautone und Julián Valdes in der Mannschaftswertung die Bronzemedaille mit der freien Pistole. Die Spiele im Jahre 1986 gestalteten sich für Cadarso dann äußerst erfolgreich. Er holte in der Einzelwertung mit der freien Pistole, der 10-Meter-Luftpistole und der Zentralfeuer-Pistole jeweils die Silbermedaille. Mit der Mannschaft gewann er an der Seite von José Mautone und Fernando Richeri den Luftpistolen-Wettbewerb und zusammen mit José Mautone und Luis Méndez die Konkurrenz mit der Zentralfeuer-Pistole. Auch belegte er als Teil der aus Luis Méndez und Fernando Richeri bestehenden uruguayischen Mannschaft den dritten Rang mit der freien Pistole. Cadarso nahm zudem in den Jahren 1983, 1987 und 1991 jeweils an den Panamerikanischen Spielen teil. 1987 gewann er dabei mit der Luftpistole an der Seite von Luis Méndez und José Mautone die Bronzemedaille im Mannschaftswettkampf.